# 幌別バイパス
幌別バイパス（ほろべつバイパス）は、北海道登別市にある国道36号のバイパス道路。幌別市街の海側に整備されており、海岸擁壁によって一般車両からは太平洋が眺めにくい。車線数は2車線であるが、バイパス終点（幌別橋付近）から室蘭方面は4車線になる。

## 道路施設
- 新岡志別橋（37.50 m）[3]

## 交差する道路
※上が起点側、下が終点側。
- 北海道道327号弁景幌別線（幌別通）[4]
- 本町東通[4]
- 北海道道144号登別室蘭インター線（西通）[4]
- 北海道道387号幌別停車場線（幌別通）[4]